# أندريس إنييستا
أندريس إنييستا لوخان (بالإسبانية: Andrés Iniesta Luján)  الملقب بإنييستا . هو لاعب كرة قدم إسباني سابق كان يلعب في مركز خط الوسط ويعتبر من أحد أفضل لاعبي الوسط عبر التاريخ .
انضم أندريس إنييستا عام 1996 إلى برشلونة وعمره لا يتجاوز 12 عاما بعد أن كان يحلم للعب لنادي ريال مدريد ، برزت مواهبه عندما كان يلعب مع نادي ألباسيتي للشباب. وبعد أن أمضى اللاعب عدة سنوات في أكاديمية لا ماسيا، انتقل إلى اللعب في صفوف نادي برشلونة بي، وكان ذلك في موسم 2000–01، وفي أكتوبر 2002، حقق إنييستا حلمه بالمشاركة في دوري أبطال أوروبا لموسم 2002–03 عندما أشركه المدرب لويس فان غال في المباراة التي انتهت بفوز برشلونة على نادي كلوب بروج البلجيكي بهدف يتيم.
تمكن إنييستا من إيجاد مكان له في التشكيلة الأساسية للفريق الأول، فبداية مسيرته الكروية بدأت عند التحاقه بأكاديمية لا ماسيا للشباب، مما ساعده على الانضمام للمنتخب الإسباني تحت 16 عامًا، ثم أصبح بذلك من خيارات مدرب الشباب مما جعل الفريق الأول لبرشلونة يفكر فيه من أجل الاستفادة منه في المستقبل.
كانت مباراة إنييستا الأولى في الدوري الإسباني أمام ريال مايوركا في الأسبوع 15، فأشركه المدرب الهولندي بديلاَ للاعب جيرارد لوبيز في الشوط الثاني من عمر اللقاء على الرغم من صغر سنه، إذ كان يبلغ من العمر 18 عاماً آنذاك. وبعد رحيل المدير الفني لويس فان غال عن برشلونة وقعت إدارة النادي مع المدرب لورينزو سيرا فيرير الذي استبعد إنييستا في أول مباراة تحت قيادته، ثم حل المدرب الصربي رادومير أنتيتش الذي استدعى إنييستا مجدداً لكنه اكتفى بتركه على مقاعد البدلاء، بعد ذلك استبعده عن المباريات التالية فغاب اللاعب لمدة طويلة ثم قام باستدعائه مجدداً فأشركه بديلاً لخافيير سافيولا في الدقيقة 63 من عمر المقابلة التي جمعت برشلونة بنادي ألافيس، منهياً بذلك موسم 2002–03 بخمسة مشاركات في بطولة الدوري الإسباني ومشاركة وحيدة في دوري أبطال أوروبا، أما موسم 2003–04 فلعب كأساسي في عشر مباريات، منها خمسة لقاءات لعب فيها كأساسي مسجلاً هدفاً وحيداً ومنهياً موسمه باحتلال فريقه المركز الثاني خلف المتصدر فالنسيا.
في موسم 2004–05 واصل إنييستا خطاه بثبات بمشاركته في 37 مباراة في الدوري الإسباني من أصل 38 مباراة، فكان أكثر لاعب مشاركةً بين زملائه، منهياً موسمه بتسجيل هدفين وإحراز لقب الدوري الإسباني مع البلاوغرانا. واصل إنييستا شق طريقه بثبات نحو النجومية، ففي موسم 2005–06 أصيب زميله بالفريق تشافي هيرنانديز مما زاد من فرص مشاركته حيث ساهم ابن فوينتيالبيا بشكل كبير في تتويج النادي الكاتالوني بلقب الليغا والتربع على العرش الأوروبي، كما كان إنييستا من أكثر اللاعبين مشاركةً في مباريات الفريق خلال موسم 2006–07، حيث خاض 37 مباراة كاملة من أصل 38 في الليغا، إلى أن أجبرته إصابة في الركبة على الخلود للراحة في آخر جولات الموسم. أما موسم 2008–09، فكان الموسم الذي فجّر اللاعب كل طاقاته الفنية فيه، حيث نجح في الاضطلاع بدور لاعب خط الوسط المهاجم والجناح الأيسر على حد سواء، مبهراً عشاق الساحرة المستديرة بمهاراته الفنية وقدرته الفائقة على المراوغة، بيد أن جوهرة التاج خلال ذلك الموسم التاريخي للفريق الكاتالوني تمثلت في إحرازه للهدف الخرافي الذي سجله في الأنفاس الأخيرة من عمر إياب نصف نهائي دوري أبطال أوروبا 2008–09 على ملعب ستامفورد بريدج ضد نادي تشيلسي، ليقود برشلونة إلى موقعة حسم اللقب في روما ضد الشياطين الحمر.
لكن عادت مجدداً لعنة الإصابات لتطارده في الموسم التالي، حيث اكتفى بخوض 29 مباراة في الليغا مقابل 9 في دوري الأبطال، و 3 في كأس الملك. وفي موسم 2010–11، نجح اللاعب في التخلص من نحس الإصابات، ليستعيد مستواه المعهود مساهماً في إحراز برشلونة لخمسة ألقاب في عام 2011، أما على الصعيد الدولي فبات إنييستا من الدعائم الأساسية في المنتخب الوطني الإسباني، الذي خاض معه نهائيات كأس العالم 2006، قبل أن يسجل هدف الفوز أمام هولندا في نهائي مونديال جنوب أفريقيا 2010، وبالإضافة إلى ذلك كان نجم برشلونة ضمن تشكيلة لاروخا في كأس أمم أوروبا خلال نسخة 2008 ونسخة 2012، اللتين فازت بهما إسبانيا.

## نشأته
ولد أندريس إنييستا في 11 مايو 1984، من والدين هما خوسيه أنطونيو إنييستا الذي كان عاملاً في قطاع البناء وماريا لوخان ربة بيت، في إحدى قُرى مقاطعة البسيط الصغيرة والتي تدعى فوينتيالبيا في منطقة كاستيا–لا مانتشا، تعلُق إنييستا بالكرة بدأ في وقت مبكر جداً، إذ تعلم حب وعشق كرة القدم على يد والده الذي كان لاعباً في أحد فرق الدرجة الثالثة قديماً. وفي الثامنة من عمره، ترك إنييستا المدرسة وتوجه ليلتحق بصفوف فريق نادي ألباسيتي لكرة القدم للأشبال وذلك بناءً على دعوة من مدربي الفريق، عانى الصغير منذ يومه الأول، فالمسافة بين قريته ومنشأة النادي تبعد مسافة حوالي 42 كيلومتراً، وبعد عامين من التمرين والانخراط في البطولات المحلية على مستوى مدينة البسيط وإقليم كاستيا سافر إنييستا بمعية فريق أشبال نادي ألباسيتي لكرة القدم إلى بلدة برونيتي التي تبعد 29 كيلومتر غرب العاصمة مدريد وذلك من أجل المشاركة في البطولة السنوية لسباعيات كرة القدم للصغار التي تحمل اسم المدينة. والداه اللذان أراداه أن يكون في صفوف ريال مدريد كانا يعرفان إنريكي أوريزاولا الذي طلب منهما أن يسجلاه في أكاديمية لا ماسيا ، إنييستا قال (بكيت أنهاراَ) في اليوم الأول وقد عانى كثيراَ لفراق والديه. في عام 1999، كان إنييستا قائداً لفريقه برشلونة تحت 15 عاماً في بطولة كأس نايك الممتازة، وسجل هدف الفوز في آخر دقيقة من عمر مباراة النهائي مما جعله أفضل لاعب في البطولة.

## مسيرته الكروية

### إنييستا مع برشلونة

#### موسم 2003–04
بعد إقالة المدرب رادومير أنتيتش الذي درب برشلونة لمدة 6 أشهر تم تعيين المدرب فرانك ريكارد في يونيو 2003. تألق إنييستا في هذا الموسم وأبدع فسجل ذلك أول هدف له بقميص البلاوغرانا في مباراته أمام ريال بلد الوليد. في المباريات الخمسة الأولى من هذا الموسم كان إنييستا متواجداً مع الفريق في ثلاثة مباريات على مقاعد البدلاء ونزل بديلاً في الدقائق الأخيرة في أول مباراة يلعبها في الموسم الجديد ضد فريق مدينته نادي ألباسيتي، ثم اختفى بعد ذلك لفترة طويلة حتى عاد في الأسبوع 12 من الليغا، فنزل كبديل في بداية الشوط الثاني أمام نادي فياريال ليغيب بذلك حتى الأسبوع 18 ليشركه المدرب ريكارد أساسياً أمام رسينغ سانتاندر في أولى مباريات فريق برشلونة لعام 2004، ليغيب حتى ظهوره في مباراة ريال مايوركا بديلاً في الدقيقة 75 من عمر المباراة. وفي 10 أبريل 2004، وفي المباراة التي جمعت بين ناديه ونادي ريال بلد الوليد، دخل إنييستا بديلاً للاعب جيرارد لوبيز في الدقيقة 78، وبعد دقائق من اللعب تمكن إنييستا من إحراز هدفه الأول مع النادي الكتالوني والهدف الثالث في المباراة في الدقيقة 84. أنهى بذلك نادي برشلونة الموسم في المركز الثاني خلف نادي فالنسيا وبفارق 5 نقاط.

#### موسم 2004–05
لعب إنييستا في 37 مباراة من أصل 38 في الدوري الإسباني بتسجيله لهدفين ، ورغم أنه لم يكن أساسياً في 25 مباراة، إلا أنه كان بذلك اللاعب الأكثر مشاركةً تحت قيادة المدرب فرانك ريكارد في ذلك الموسم. في البداية كان المدرب يشركه دائماً كبديل حتى الأسبوع الـ 14 وأمام نادي مالقا وفي أفضل مبارياته في تلك الفترة فقد سجل هدفاً وصنع هدفاً في المباراة التي سحق فيها الفريق الكاتالوني الفريق الأندلسي برباعية نظيفة. بعدها بأسبوع وضد نادي ألباسيتي تمكن إنييستا من تسجيل هدفه الثاني في مسيرته والأول في المباراة في الدقيقة الأولى من شوط المباراة الأول، بعدها عاد ليلعب احتياطياً في بعض المباريات إلى أن فضل المدرب إراحته في الجولة ما قبل الأخيرة من الموسم في مباراته ضد نادي فياريال وذلك بعد أن ضمن برشلونة لقب الدوري الإسباني، قبل أن يشارك أساسياً في مباراته الإخيرة أمام ريال سوسيداد. وفي هذا الموسم كان إنييستا قد شارك في 12 مباراة كأساسي و 25 مباراة كبديل ومبارة وحيدة كان على مقاعد البدلاء ولم يشارك.

#### موسم 2005–06
أصيب اللاعب تشافي هيرنانديز مما زاد من فرصه لكي يلعب عدة مباريات أساسياً أكثر من الموسم السابق مما ساعده أكثر على التطور ، شارك إنييستا في 34 مباراة ولكنه لم يسجل أي هدف في هذا الموسم، صنع 4 أهداف في البطولة، وفي مبارياته مع برشلونه في الليغا شارك أساسياً في 15 مباراة، وقد تم استبداله في تلك المباريات خمس مرات ودخل اللاعب المباراة كبديل في 19 مرة وغاب عن 4 مباريات في الموسم، أما في دوري أبطال أوروبا كان قد شارك في 11 مباراة سجل فيها هدفاً وحيداً في شباك نادي أودينيزي ، ساهم في تحقيق بطولة دوري الأبطال التي شارك فيها كأساسي في 5 مباريات و 6 مباريات دخل بديلاً منها مباراة النهائي أمام الآرسنال في بداية الشوط الثانى مكان البرازيلي إدملسون.

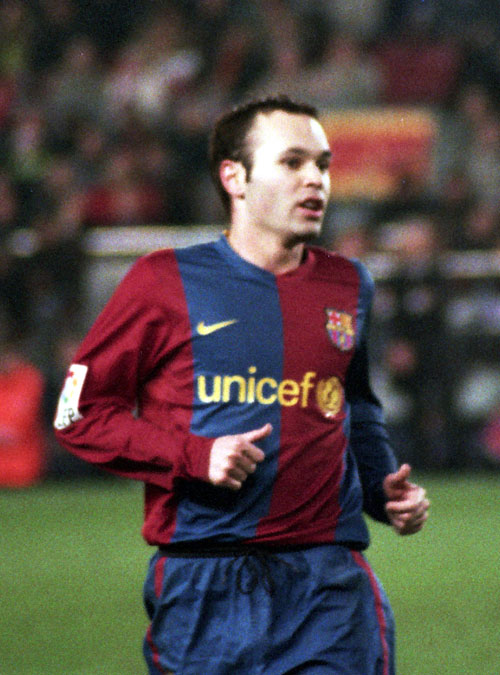
أندريس إنييستا يلعب ضد أتلتيكو مدريد في ديسمبر 2006.

#### موسم 2006–07
تألق اللاعب وتطوره أجبر المدرب فرانك ريكارد على جعله أساسياً في معظم المباريات، ففي 20 أغسطس 2006 رفع أندريس إنييستا كأس خوان غامبر كقائد للفريق في المباراة التي انتهت بإمطار البلاوغرانا لشباك بايرن ميونيخ برباعية بيضاء. لعب إنييستا كجناح أيسر مهاجم لأول مرة مع فريق برشلونة وسجل هدفين في مناسبتين ضد فريق ليفسكي صوفيا عندما سجل هدفاً في الذهاب ووآخراً في الإياب. شارك إنييستا في هذا الموسم في 37 مباراة، سجل 6 أهداف وصنع 4 أهداف فكان هذا أكبر معدل تهديفي له، وشارك في 28 مباراة من أصل 37 كأساسي في الدوري الإسباني، أما باقي المباريات فنزل فيها كبديل ولم يغب سوى عن مباراة واحدة جلس فيها على مقاعد البدلاء. أما في دوري الأبطال فقد شارك في 8 مباريات وسجّل هدفين.

#### موسم 2007–08
انتقل اللاعب الفرنسي لودوفيك جيولي إلى صفوف نادي روما الإيطالي، مما أتاح لإنييستا استبدال رقم قميصه الذي يحمل رقم 24 إلى رقمه المفضل 8 الذي كان بحوزة اللاعب جيولي. في 19 يونيو 2007، صرحت صحيفة ماركا الإسبانية بأن إنييستا سينتقل للعب في صفوف الغريم التقليدي ريال مدريد بمبلغ قدره 60 مليون يورو ، وكان رد إنييستا على الإشاعة في اليوم التالي بقوله:«لقد سمعت الإشاعة وأنا فعلاً مندهش، لا أستطيع فعل أي شيء حيالَ ذلك، وأنا أصر على أن أبقى هنا وعندما أقول أنني أريد الاعتزال مع فريق برشلونة فأنا أقولها من كل قلبي وتمنياتي هي فوق كل شيء آخر». في 25 يناير 2008 مدد إنييستا عقده مع النادي الكاتالوني حتى عام 2014  مع ارتفاع الشرط الجزائي إلى 150 مليون يورو.
في آخر موسم للمدرب فرانك ريكارد مع البلاوغرانا، شارك إنييستا في 31 مباراة ببطولة الدوري الإسباني سجل فيها ثلاثة أهداف وصنع ستة أهداف، وشارك أساسياً في 28 مباراة من أصل 31 مباراة ودخل بديلاً في ثلاث مباريات فقط وجلس احتياطياً في مباراة واحدة، وغاب بشكل كامل عن ستة مباريات، والتي كانت آخر 5 مبارايات. وفي دوري أبطال أوروبا شارك اللاعب في 12 مباراة، منهم 9 مباريات متواجداً ضمن التشكيلة الأساسية التي عرفت خروج برشلونة على يد مانشستر يونايتد في نصف نهائي المسابقة التي سجل فيها إنييستا هدفاً وحيداً هز به في شباك أولمبيك ليون الفرنسي.
صنفت صحيفة دون بالون الإسبانية اللاعب أندريس إنييستا الأكثر اتساقاً وانتظاماً في الدوري الإسباني للموسمين 2006–07 و2007–08.
بحلوله خامساُ  ورابعاً على التوالي ، كما أنه حل تاسعاً بالتساوي مع اللاعب دافيد فيا بحصوله على 37 نقطة وفق تصنيف جائزة الفيفا لأفضل لاعب في العالم لعام 2008 ، كما أن زملائه في الفريق ليونيل ميسي وصامويل إيتو وتشافي هيرنانديز كانوا هم أيضاً ضمن العشرة الأوائل في التصنيف.

#### موسم 2008–09

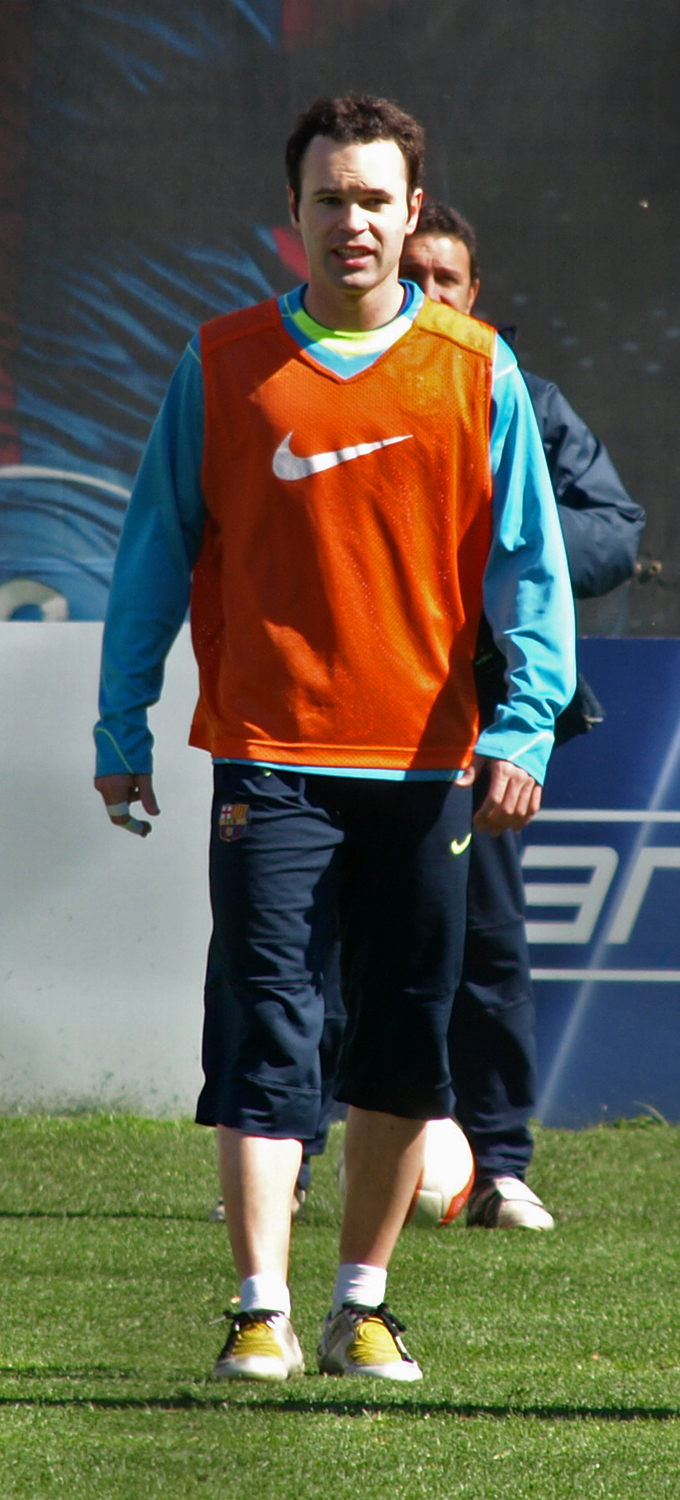
أندريس إنييستا يقوم بالإحماء (مارس2009).بعد

رحيل المدرب فرانك ريكارد لتدريب نادي غلطة سراي التركي، حل المدرب الجديد جوسيب غوارديولا، الذي قام بعدة تغييرات بالفريق، وشهد الميركاتو رحيل عدة لاعبين من بينهم الأسطورة رونالدينيو إلى النادي اللومباردي ميلان الإيطالي، مما أدى إلى اختيار إنييستا ليكون نائب القائد الرابع بعد كارليس بويول، وتشافي هيرنانديز، وفيكتور فالديز.
في منتصف شهر نوفمبر 2008 تعرض إنييستا إلى إصابة في الساق وقال الأطباء أنه سيعود للملاعب في غضون 6 أسابيع، لكنه لم يكن يرد أن يعود للملاعب حتى يُشفى بنسبة كاملة وذلك ما تحقق في 3 يناير 2009 في مباراة برشلونة ضد فريق ريال مايوركا عند دخوله بديلاً في الدقيقة 65، بعد دخول إنييستا بعشرة دقائق قام بتسجيله لأول أهدافه في عام 2009 في ملعب الكامب نو والذي كان حاسماً بعد تأخر الفريق بهدف وإنهائه للمباراة بنتيجة 3–1 ، وتلقى إنييستا إشادة الجماهير ووسائل الإعلام بأدائه الرائع في تلك المباراة.
في 5 فبراير 2009 وصل إنييستا إلى 250 مباراة مع نادي برشلونة والتي كانت ضد فريق ريال مايوركا ضمن بطولة كأس ملك إسبانيا، قبل أن يُصاب مجدداً في مباراته ضد نادي مالقا في الأسبوع الثامن والعشرين ضمن بطولة الليغا، لكنه عاد مجدداً للمشاركة في مقابلة الذهاب للفريق ضد بايرن ميونيخ في دوري أبطال أوروبا والتي أمطر فيها الفريق الكاتالوني شباك الفريق البافاري برباعية مقابل لا شيء، وصف الكاميروتي صامويل إيتو إنييستا بـ:«إنييستا أفضل لاعب في العالم، فكلما كان داخل الملعب صنع مشهداً كروياً».

سجل أندريس إنييستا أغلى وأهم هدف لموسم 2008–09، والذي جاء في مباراة برشلونة ضد نادي تشيلسي الإنجليزي في إياب الدور النصف النهائي لدوري أبطال أوروبا في الدقيقة 93 ، بعد التعادل السلبي في مباراة الذهاب التي جرت في ملعب كامب نو في برشلونة، الهدف سُجل بعد تمريرة مُحكمة من ليونيل ميسي ، الهدف الذي سُجل أهّل البلاوغرانا إلى النهائي حين قابلوا فريق مانشستر يونايتد في روما ، 

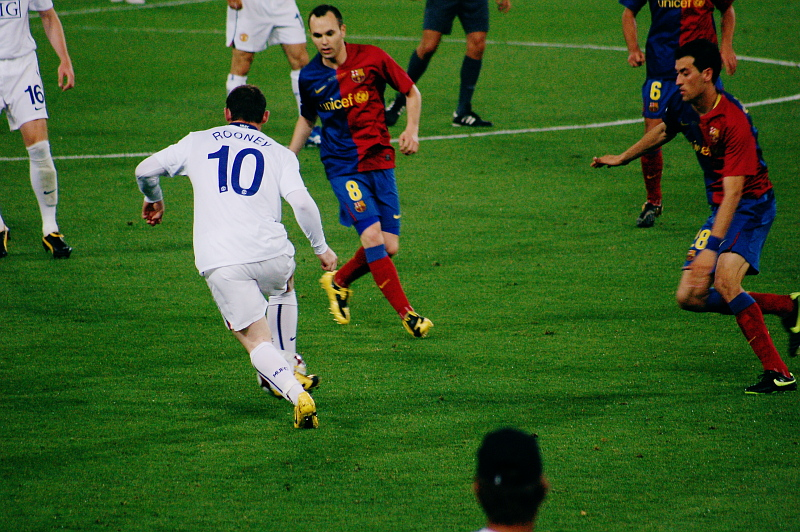
أندريس إنييستا ضد مانشستر يونايتد في نهائي دوري أبطال أوروبا 2009.قال

 يومها المدرب أليكس فيرغسون:«أنا لست قلقا بشأن ميسي، إنييستا لاعب خطير ومذهل، فهو نبض قلب برشلونة، إن طرق تمريره للكرة وتحركاته وقدرته على خلق المساحات لأمر لا يصدق، فهو لاعب مهم في فريق برشلونة» ، بالرغم من إصابته في الفخد إلا أنه لعب ضد مانشستر يونايتد، فقد كان حضوره مؤثراً في النهائي إذ أهدى تمريرة إلى المهاجم صامويل إيتو الذي سجل هدف الافتتاح في المباراة وبعدها بساعة كاملة ضاعف ميسي النتيجة ليضم برشلونة لقب دوري الأبطال الثالث لخزائنه ، عند نهاية المباراة وصف مهاجم مانشستر يونايتد واين روني إنييستا بأفضل لاعب في العالم.

إنييستا الذي حافظ على مكانته في التشكيلة الأساسية لبيب غوارديولا، شارك في 26 مباراة من الدوري الإسباني، وصل للشباك في 4 مناسبات وصنع 13 هدف. حيث شارك في 22 مباراة أساسياً و 4 مباريات دخل فيها بديلاً، أما في بطولة كأس ملك إسبانيا فقد شارك في 6 مباريات دخل في مباراة واحد بديلاً ولم يسجل أي هدف،
| "كنت أعلم أنني سألعب مصاباً و هناك احتمالية لزيادة الضرر، ولمدة 17 يوماً كنت أفكر فقط في الفوز بنهائي روما، رغم أنني كنت أعلم أن الإصابة ستتضاعف، نعم أعيدها مرة أخرى، فأنا أعشق النادي و كذلك مهنتي، وأنا أريد الفوز، فلو خسرنا النهائي كانت لتكون كارثةً بمعنى الكلمة." |
| —أندريس إنييستا، سبتمبر 2009 |

في دوري أبطال أوروبا لم يكن حاضراً في مقابلة واحدة من أصل 12 مقابلة كان فيها أساسياً مسجلا لهدف وصانعاً لهدفين، أما كأس السوبر الأسباني وكأس السوبر الأوروبي وكأس العالم للأندية فقد ضمها النادي الكتالونى لخزائنه محققاً بذلك السداسية التاريخية الذي كان إنييستا عنصراً هاماً في تحقيقها.

#### موسم 2009–10
في الثامن عشر من أكتوبر كان إنييستا ضمن الثلاثين الأوائل المرشحين لجائزة الكرة الذهبية، وكان ضمن المرشحين أيضاً زملاؤه في الفريق أمثال صامويل إيتو، وزلاتان إبراهيموفيتش القادم حديثاً من نادي إنتر ميلان الإيطالي، وليونيل ميسي، وتشافي هيرنانديز، وتيري هنري، ويايا توريه، إنييستا الذي كان ضمن المرشحين الخمسة الأوائل لنيل جائزة أفضل لاعب في العالم 
، عبر عن سعادته باحتلاله المركز الخامس بحصوله على 134 صوتاً ، في الحفل الذي أُقيم في مدينة زيورخ السويسرية. سجل إنييستا هدفه الأول في الموسم في مباراته ضد نادي رسينغ سانتاندر في الدوري الإسباني التي انتهت برباعية نظيفة.
كان موسم إنييستا متذبذب لحد كبير بسبب الإصابات المتكررة، فقد فوت التحضيرات للموسم الجديد ، فالتمزق العضلي الذي تعرض له خلال مياراة نهائي دوري أبطال أوروبا 2009 ضد مانشستر يونايتد في الموسم السابق جعلته بديلاً في أغلبية مباريات الموسم، إذ لعب 20 مباراة. وبالرغم من ذلك فاز الفريق بمسابقة الدوري الإسباني للموسم الثاني على التوالي بحصوله على 99 نقطة. انتهى موسم إنييستا بتفاقم إصابته السابقة في عضلة الفخد. في 29 نوفمبر 2009 قام اللاعب بتمديد عقده لعام 2015 مما زاد من قيمة الشرط الجزائي من 150 مليون يورو إلى 200 مليون يورو.
إنييستا الذي لعب 29 مباراة من أصل 38 مباراة، غاب عن معظم المباريات من الأسبوع 32 حتى الأسبوع 37 بسبب الإصابة، لكن المدرب بيب جوارديولا كان قد أراحه في الأسبوع 30 أمام أثلتيك بيلباو. في هذا الموسم قلّت نسبة أهدافه ونسبة صناعته للأهداف حيث أنه سجل هدف وحيد أمام رسينغ سانتاندر في الأسبوع الـ 23 وصنع خمسة أهداف، وفي مسابقة دوري أبطال أوروبا كان قد خرج الفريق الكتالوني أمام إنتر ميلان الإيطالي في الدور النصف النهائي. غاب إنييستا عن المباراتين بسبب الإصابة وكان غيابه سبباً كبيراً في خروج برشلونة من البطولة ، إذ شارك في 9 مباريات منهم 7 مباريات أساسياً.

#### موسم 2010–11
بعد بطولة كأس العالم لكرة القدم 2010 في جوهانسبورغ، عاد إنييستا الذي أخد إجازة طويلة متأخراً لصفوف نادي برشلونة للقيام بالفحوصات الطبية في 9 أغسطس 2010. تحدث إنييستا لموقع برشلونة حول الرسالة المتعلقة باللاعب دانيال خاركي التي ظهرت تحت قميصه عند احتفاله بهدف الفوز الذي سجله ضد هولندا في النهائي قال:«كتبتها لأنني شعرت بحزن عميق، وأظهرت ما هو أهم من المنافسة، فأنت تمثل فريقك وألوانك ولكي تكون إنساناً صالحاً، فأنا سعيد لأنها كانت من أهم اللحظات في حياتي». وسُئل عن الإصابات التي عرقلت له موسمه السابق فأجاب:«لقد كان الأمر صعباً، لكنني سأبدأ برغبة أكبر.»  سجّل إنييستا أول أهدافه في موسمه الجديد ضد نادي رسينغ سانتاندر في الجولة الأولى من الدوري الإسباني، الهدف الرائع الذي جاء من تسديدة بعيدة من نصف الملعب. تلقّى إنييستا تصفيقاً حاراً من الجماهير في ملعب فيسنتي كالديرون في مباراته ضد أتلتيكو مدريد في الجولة الثانية تقديراً له على تسجيله هدف الفوز في نهائي كأس العالم، كما تلقى تحيةً وتقديراً في مباراته ضد نادي إسبانيول في معقل النادي كورنيلا إيل برات في ديربي برشلونة التي انتهت بخماسية لواحد لصالح برشلونة. حلّ إنييستا ثانياً في جائزة كرة الفيفا الذهبية لعام 2010، بعد تتويج ليونيل ميسي بالجائرة وحلول زميله في النادي تشافي هيرنانديز ثالثاً.
في ذلك الموسم كان إنييستا قد لعب 35 مباراة من أصل 38 مباراة في الدورى الإسباني وقد ارتفعت نسبته التهديفية وسجل 8 أهداف وصنع 4 أهداف وقد ساهم بشكل كبير في تحقيق بطولة الدوري الأسباني لكنه غاب عن آخر ثلاث مباريات بعد ضمان برشلونة للقب البطولة، أما في مسابقة دوري الأبطال فلقد ساهم في تحقيقها بمشاركته في 11 مباراة منهم 10 مباريات لعب أساسياً وتسجيله لهدف وصناعته لسبعة أهداف من بينها هدف المباراة النهائية أمام مانشستر يونايتد في ملعب ويمبلي التي فاز فيها البلاوغرانا بثلاثة أهداف لواحد.

#### موسم 2011–12

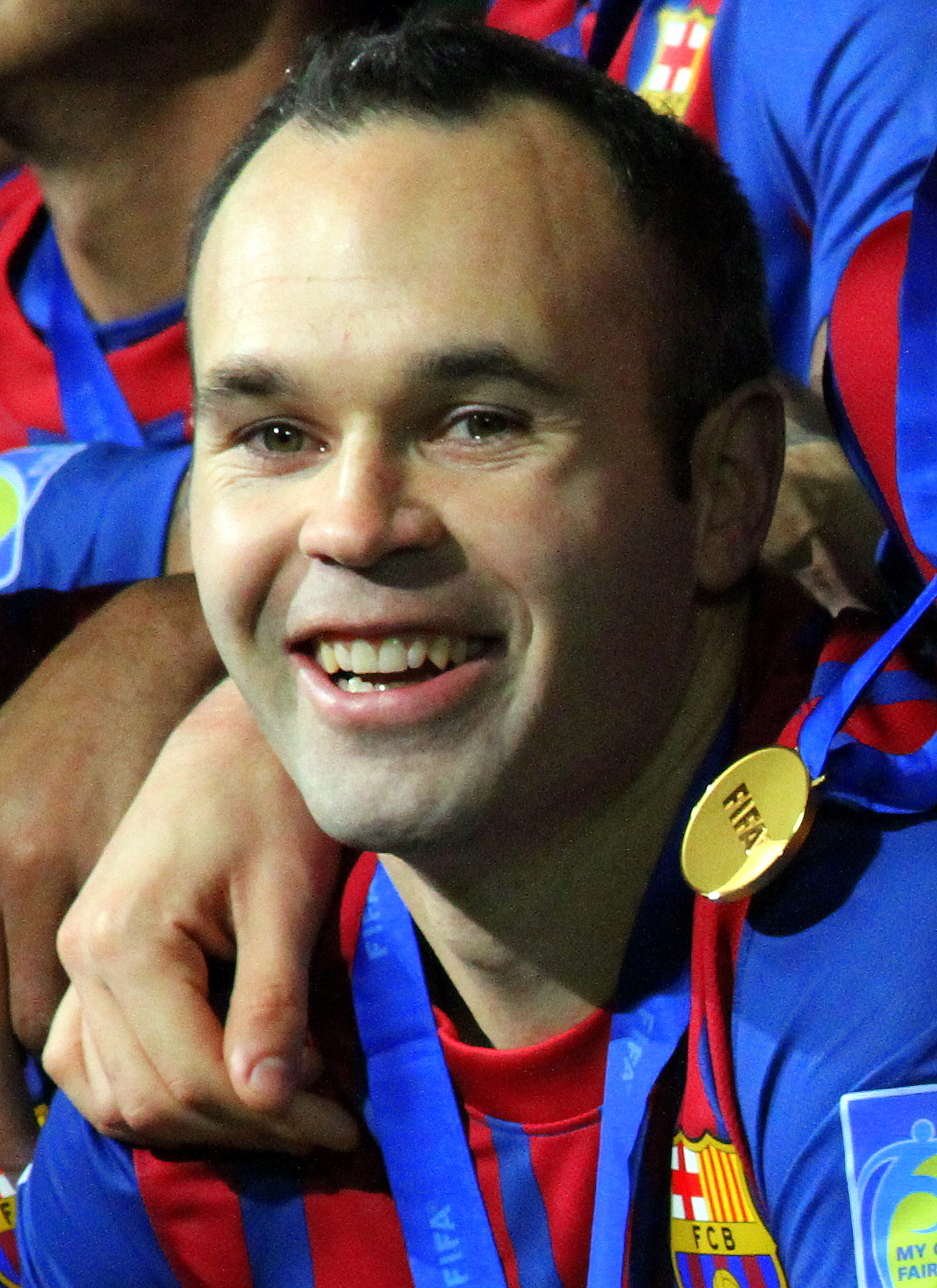
أندريس إنييستا مع زملائه إحتفالاً بفوز برشلونة بكأس العالم للأندية 2011.

بدأ إنييستا موسمه بتسجيله لهدف الافتتاح في لقاء إياب كأس السوبر الإسباني 2011 ضد الغريم التقليدي ريال مدريد التي انتهت بفوز رفقاء إنييستا بخماسية لأربعة في مجموع المباريتين. في 19 أكتوبر 2012 سجل إنييستا أفضل هدف في دوري أبطال أوروبا للموسم بعد عدة تمريرات متابدلة بينه وبين زميله ليونيل ميسي. وفي 17 مارس 2012 في مباراته ضد نادي إشبيلية عندما حقق الفوز على ملعب رامون سانشيز بيزخوان بنتيجة هدفين نظيفين، وصل إنييستا إلى المباراة رقم 50 من دون خسارة مع فريقه، وبذلك عادل رقم لاعب ريال مدريد إيميليو بوتراغينيو للفترة الممتدة بين 1987 و 1989،  فقد حقق إنييستا الفوز في 42 مباراة وتعادل في 8 مباريات، حيث كانت آخر خسارة له في الكامب نو ضد نادي إيركوليس بنتيجة صفر لاثنين.
وفي 14 أبريل 2012، دخل إنييستا بديلاً في اللقاء الذي جمع بين برشلونة ونادي ليفانتي في الشوط الثاني من المباراة  ليصبح بذلك عاشر لاعب في تاريخ النادي الكاتالوني الذي تمكن من بلوغ حاجز 400 مباراة رسمية مع الفريق الكاتالوني 
، كما خاض 55 لقاءً متتالياً في الليغا من دون هزيمة، محققاً بذلك أفضل سجل على مر التاريخ. وبعد صيام طويل عن التهديف في دوري الأبطال عاد إنييستا للتسجيل مجدداً في إياب ربع نهائي المسابقة ضد الميلان،  وسجل كذلك أمام تشيلسي في إياب نصف نهائي البطولة ليحصل على لقب أفضل لاعب في دوري أبطال أوروبا 2011–12 .
شارك إنييستا في ذلك الموسم في 28 مباراة وسجل في مناسبتين وصنع 11 هدفاً في الليغا الإسبانية، ومن أصل 28 مباراة شارك اللاعب في 22 مباراة أساسياً ودخل بديلاً في ست مباريات بينما اكتفى بالتواجد على مقاعد البدلاء في أربع مباريات. أما في دوري الأبطال فشارك في 9 مباريات منهم 8 مباريات أساسياً مسجلاً ثلاثة أهداف.

#### موسم 2012–13

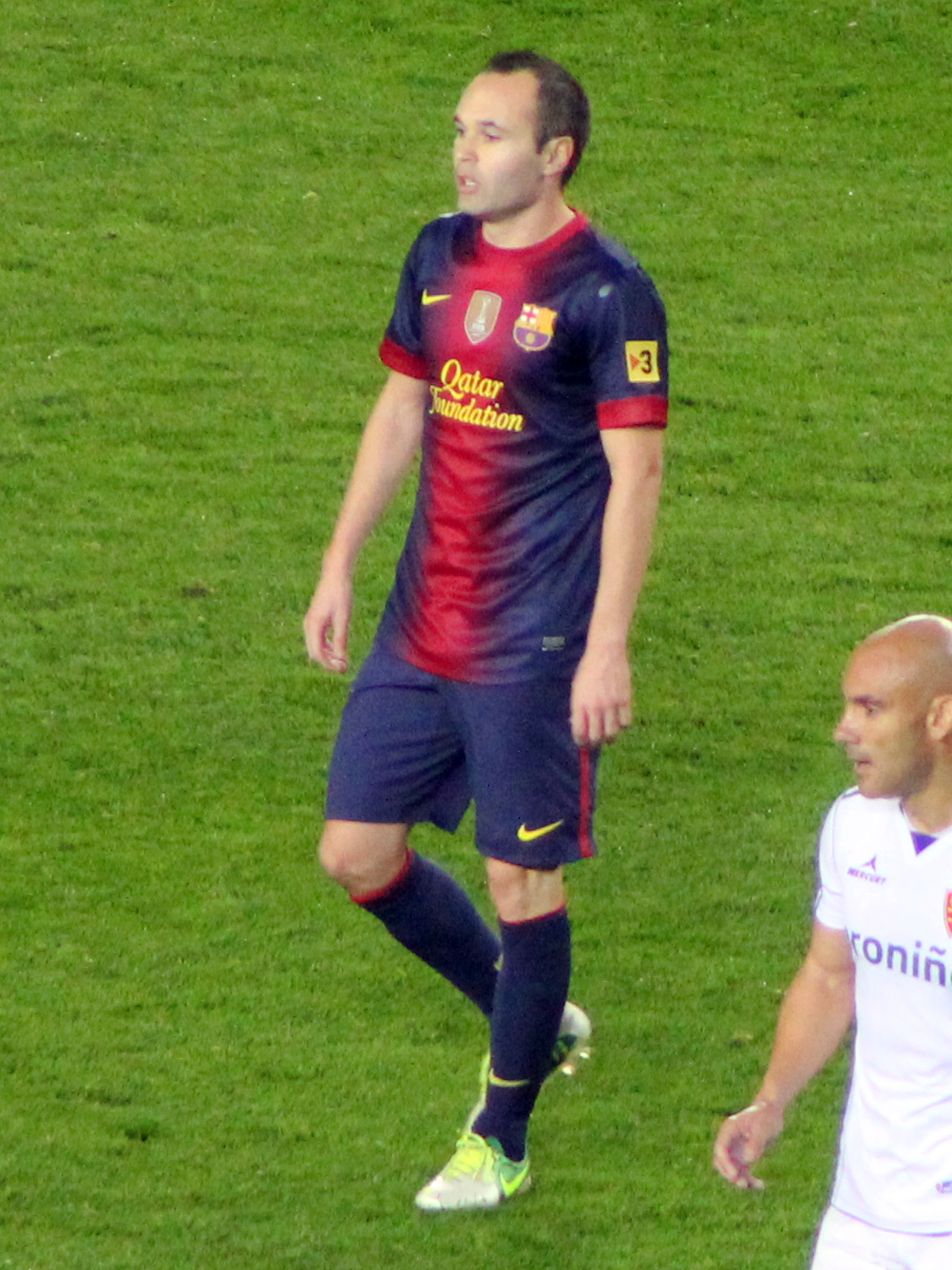
أندريس إنييستا مع برشلونة نوفمبر 2012.

في 25 نوفمبر 2012 كان إنييستا رجل المباراة بعد تسجيله لهدف وصناعته لثلاثة أهداف في اللقاء الذي جمع برشلونة مع نادي ليفانتي ضمن فعاليات الدوري الإسباني. وبعد أربعة أيام رُشّح ابن فوينتيالبيا للقائمة النهائية لجائزة الكرة الذهبية لعام 2012 التي فاز بها زميله في الفريق ليونيل ميسي،  كما أنه كان ضمن أفضل تشكيلة لعام 2012.
كان موسم 2012–2013 بالنسبة للرسام موسماً أكثر من رائع، فمنذ انخفاض معدله التهديفي للحد الأدنى في الموسم 2009–10، فقد ارتفعت نسبة صناعته للأهداف في هذا الموسم، فمنذ المباريات الأولى لانطلاقة الدوري بدا واضحاً أنه سيكون الموسم الأفضل لإنييستا، وذلك بحضوره في 31 لقاء من أصل 38 وتسجيله لثلاثة أهداف وصنعه 15 هدفاً في الدوري الإسباني. أما في بطولة دوري الأبطال فحضر إنييستا في 10 مباريات تمكن من التسجيل في مناسبة واحدة وصنع هدفين 
موسم 2013–14
موسم 2014–15
موسم 2015–16

#### موسم 2016–17
يوم 13 سبتمبر 2016، سجل إنييستا هدفًا في أول لقاءات برشلونة في دوري أبطال أوروبا والذي جمعه بنادي سلتيك الإسكتلندي في الكامب نو وانتهى بنتيجة 7–0 وهو هدف إنييستا السادس في دوري الأبطال.

## المسيرة الدولية
ظهر أندريس إنييستا على الساحة الدولية منذ عام 2001، فساهم في إحرازه مع فريقه لبطولة كأس الأمم الأوروبية تحت 16 عاماً، وكان أيضاً ضمن التشكيلة الفائزة بالكأس الأوروبية لتحت 19 عاماً، ومنذ ذلك الحين أصبح خيار مُهم لمدرب الشباب خوان سانتيستيبان، وفي عام 2003 كان إنييستا مُهم للمنتخب الإسباني الذي وصل إلى نهائي كأس العالم للشباب التي أقيمت في الإمارات العربية المتحدة. خلال فترة وجوده مع المنتخب الإسباني تحت 21 سنة، اختير إنييستا قائدًا في عدة مباريات ومناسبات وفي 2006 كان ضمن التشكيلة التي خاضت نهائيات كأس العالم في ألمانيا، مما أثار استغراب الكثيرين. فاز إنييستا بمباراته الأولى مع إسبانيا عندما دخل بديلاً في نهاية الشوط الأول في المباراة الودية ضد روسيا في 27 مايو 2006، وسجل إنييستا أول أهدافه مع المنتخب الإسباني في مباراة ودية ضد إنجلترا وكان ذلك في 7 فبراير 2007 في الدقيقة 63 من عمر اللقاء واضعًا فريقه في المقدمة.

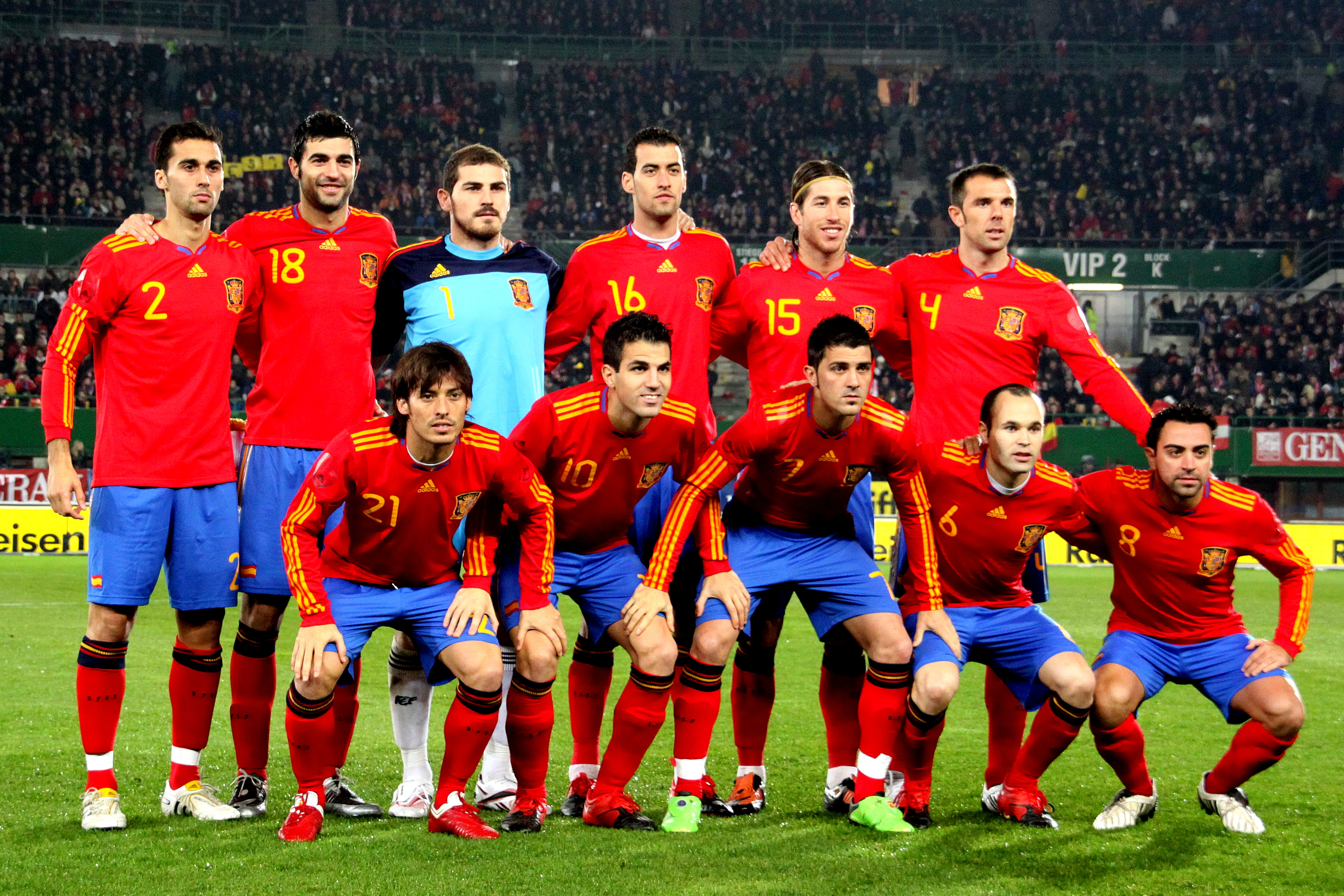
أندريس إنييستا مع المنتخب.

استطاع إنييستا أن يجعل اسمه متواجداً في الفريق الأول بجانب تشافي هيرنانديز وماركوس سينا حيث لعب دوراً محورياً وهاماً في تصفيات يورو 2008، إما بتسجيله للأهداف مثل هدفه في مرمى السويد أو صناعته للأهداف، إنييستا الذي عادة ما يلعب في خط الوسط ولكنه كان يلعب في عدة مراكز من بينها المهاجم الأيسر الذي لم تكن لديه أي مشكلة فيه مثلما لعب ضد الدنمارك، أختير إنييستا في التشكيلة الأساسية في صفوف لاروخا المشاركة في كأس الأمم الأوروبية 2008 في النمسا وسويسرا. كان له دور كبير في مباراة إسبانيا وروسيا بعد تمريرة للمهاجم دافيد فيا الذي سجل ثلاثة أهداف في المباراة.
إنييستا لعب دوراً هاماً في المباراة الثالثة للدور الأول ضد اليونان التي انتهت بثنائية لهدف لصالح الإسبان، بفضل تسديدة من مسافة بعيدة للاعب روبن دي لاريد ، أما في مباراة إسبانيا وإيطاليا في الربع النهائي التي انتهت بالتعادل السلبي وفازت فيها لاروخا بالضربات الترجيحية ، كان إنييستا قد خرج قبل الوصول إلى الركلات الترجيحية، أما في مباراة إسبانيا وروسيا في النصف النهائي فقد لعب المباراة كاملة صانعاً للهدف الذي سجله زميله في النادي والمنتخب تشافي هيرنانديز.، لقب إنييستا برجل المباراة.
لعب إنييستا النهائي الذي فازت به إسبانيا بهدف نظيف على ألمانيا 
إنييستا كان ضمن أفضل تشكيلة في الدورة مع تشافي هيرنانديز وماركوس سينا و 6 آخرين ، لكنه لم يشارك في كأس القارات 2009 التي أقيمت في جنوب أفريقيا بسبب الإصابة التي تعرض لها في نهائي روما.

استدعاه المدرب فيسنتي ديل بوسكي لخوض فعاليات مونديال جنوب إفريقيا التي سجل فيها أندريس هدفا ضد منتخب تشيلي التي فازت فيها بهدفين لهدفين ، ولقب فيها إنييستا برجل المباراة ، لأدائه الجيد في البطولة والذي كان أحد الأسباب في وصول لاروخا لنهائي المونديال، إنييستا كان ضمن المرشحين لنيل جائزة الكرة الذهبية ، فبتسجيله لهدف الفوز في النهائي ضد هولندا في الدقيقة 116 من عمر المباراة بعد التعادل السلبي في الشوطين الأصليين.

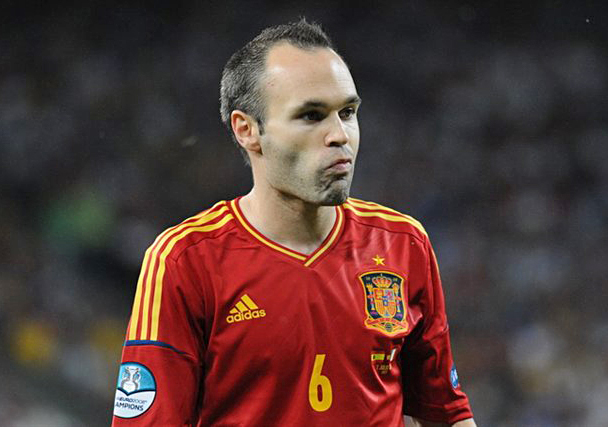
أندريس إنييستا في نهائي يورو 2012.

 تلقى إنييستا بطاقة صفراء بسبب نزعه لقميصه لإظهاره الرسالة: " Dani Jarque: siempre con nosotros "  والتي تعني:«داني خاركي: دائماً معنا» إشادة باللاعب السابق لنادي إسبانيول دانيال خاركي الذي أصيب بنوبة قلبية في 8 أغسطس 2009 
حسب صحيفة يوروبا بريس فإن أندريس إنييستا كان الرياضي الإسباني الأكثر شعبية على الإنترنت في عام 2010، الدراسة أجرتها وكالة فايبنيت 360 التي اعتمدت على مواقع مثل فيسبوك وتويتر ويوتيوب.
في بطولة كأس أمم أوروبا 2012 لقب برجل المباراة في ثلاث مباريات مختلفة، بالإضافة إلى النهائي ضد إيطاليا التي فازت به لاروخا برباعية نظيفة، وبهذا أصبح أندريس إنييستا أول لاعب إسباني يفوز بالجائزة في ثلاث مسابقات متتالية وهي كأس أمم أوروبا 2008 وكأس العالم 2010 وكأس أمم أوروبا 2012 ، إنييستا لقب أيضا بلاعب الدورة في كأس الأمم الأوروبية 2012 

## أسلوب اللعب

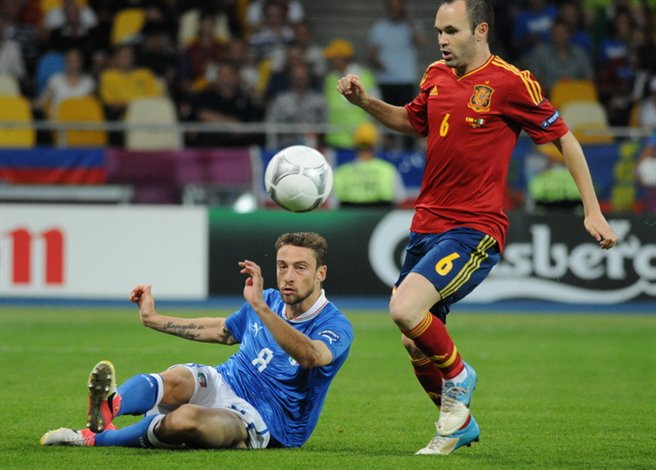
انييستا مع المنتخب الاسباني 2012

مثل زميله المتخرج من لا ماسيا سيسك فابريغاس، بدأ إنييستا اللعب في خط الوسط المدافع. لكن طريقة تحكمه بالكرة وقدرته على المراوغة وصنع الفراغات وموهبته الفذة جعلت منه مهاجم خط الوسط، فموهبة إنييستا وأخلاقه العالية التي اكتُشفت من قبل نادي برشلونة وبراعته الكبيرة جعلت منه اللاعب الأساسي في الفريق الأول وذلك في سن 18 سنة. وصفه المدرب الإسباني فيسنتي ديل بوسكي:«إنه لاعب متكامل، فهو يهاجم ويدافع وأيضاً يسجل ويصنع الأهداف.» أما المدرب السابق للنادي الكاتالوني فرانك ريكارد فقال عنه:«كنت أضع إنييستا كجناح، وفي مركز خط الوسط، وفي وسط دفاع، وخلف المهاجمين وكان دائماً مذهلاً.».
كان إنييستا يلعب في مكان رونالدينهو وخوان رومان ريكيلمي عند غيابهما تحت قيادة المدرب لويس فان غال وأيضاً فرانك ريكارد، لكنه استطاع أن يفرض اسمه كلاعب من الطراز العالمي في خط الوسط في المنتخب الإسباني والنادي جنباً لتشافي هيرنانديز، كما قال عنه موقع الفيفا:«في هذا المركز (خط الوسط) يمكن لأسلوبه وسرعة قدميه أن تصنع الفارق، فالكرة تظهر وكأنها ملتصقة بأصابع قدميه عندما يكون متجهاً نحو المدافعين، فإنييستا معروف بتمريراته، ومراوغاته، وتحركاته، ورؤيته للكرة.»  كالكثير من اللاعبين المتخرجين من لا ماسيا مثل جوسيب غوارديولا وإيفان دي لا بينا، يعتمد إنييستا على تمريراته الفنية والإستثنائية، وإبداعاته وسرعة بديهته للتحكم والسيطرة على وسط الملعب.
مُدح إنييستا لعلاقته الوطيدة مع زميله تشافي هيرنانديز، فزميله السابق جيوفاني فان برونكهورست قال عنه :«تربطهما علاقة جيدة، فكأنهما يعلمان مكان بعضهما». أثناء نضجه الكروي، حفر إنييستا اسمه بأحرف من ذهب في عدة لقاءات هامة وكان حاضراً بقوة في عدة مناسبات مثل نهائيات دوري أبطال أوروبا لمواسم 2006، 2009، 2011. ومن دون نسيان نصف نهائي كأس أمم أوروبا لعام 2008.
رغبة إنييستا باللعب في أي مكان في الملعب ومهاراته أكسبته العديد من الألقاب مثل المخادع، والدماغ، والفارس. الصحافة الإسبانية غالباً ما تسميه الدون أندريس، كما مدحه الظاهرة السابق للمنتخب الفرنسي زين الدين زيدان قائلاً: " إنييستا فعلاً يذهلني "، وأضاف للإذاعة الإسبانية قائلاً :" له تأثير ونفوذ كبيرين في إسبانيا، فهو يذكرني بنفسي ". أما لاعب تشيلسي وزميله في المنتخب قال عنه :" لقد كنا نلعب معاً منذ أن كنا في 15 من العمر ولم أره يلعب بطريقة سيئة أبداً " ، كما أن بورس بيكر قال (حول من سيفوز بالكرة الذهبية):" بالتأكيد إنييستا، ليس صعباً أن تلعب جيداً وتفوز بالألقاب مع فريق كبرشلونة، لكن في المنتخب سترى القيمة الحقيقية للاعب مثل عديد الأساطير كالجوهرة بيليه ومارادونا وزيدان، فإنييستا في المنتخب نقش اسمه في سجل الأساطير، لذلك أصنفه قبل كل من ليونيل ميسي وكريستيانو رونالدو، رغم أنهما يسجلان مع نادييهما أهدافاً ولا أروع، إلا أنهما لم يحققا ألقاباً تليق باسميهما مع الأرجنتين والبرتغال. قال زميله في المنتخب دافيد سيلفا: " غالباً ما تسألني الصحافة عن الأفضل بين ليونيل ميسي وكريستيانو رونالدو، لكن بالنسبة إلى هناك شيء واضح تماماً، أندريس إنييستا هو رقم واحد، فهو قادر على فعل أصعب الأشياء في الملعب، فهو ساحر وذو نفوذ عندما يمتلك الكرة ". خوان رومان ريكيلمي قال :" لقد شاهدت إنييستا وأدركت أنه حتى في عمري لازلت أتعلم ".

## حياته الشخصية
كان أندريس إنييستا يواعد الممثلة أنا أورتيز منذ عام 2008،  وفي سبتمبر 2010 صرح بأنها حامل بابنيهما، وفي الثالث من أبريل 2011 أنجبت مولودهما الأول وكانت أنثى سمّياها فاليريا. وتزوج أندريس إنييستا في الثامن من يونيو 2012.
لدى إنييستا حصة كبيرة من أسهم ناديه القديم نادي ألباسيتي، حيث ساهم بضخ مبلغ قدرة 420 ألف يورو في سنة 2011 ، ومع تعيين والده خوسيه أنتونيو على رأس مجلس الإدارة، قام إنييستا بدفع 240 ألف يورو في يونيو 2013 لإنقاذ النادي من الإفلاس بعد عجزه عن دفع أجور لاعبيه.

## الإحصاءات

### النادي
آخر تحديث 14 أبريل 2018.
| النادي    | الموسم   | الدوري                         | الدوري | الدوري  | الكأس  | الكأس   | أوروبا | أوروبا  | أخرى   | أخرى    | المجموع | المجموع |
| النادي    | الموسم   | الدرجة                         | الظهور | الأهداف | الظهور | الأهداف | الظهور | الأهداف | الظهور | الأهداف | الظهور  | الأهداف |
| --------- | -------- | ------------------------------ | ------ | ------- | ------ | ------- | ------ | ------- | ------ | ------- | ------- | ------- |
| برشلونة ب | 2000–01  | الدوري الدرجة الثانية الإسباني | 10     | 0       | –      | –       | –      | –       | –      | –       | 10      | 0       |
| برشلونة ب | 2001–02  | الدوري الدرجة الثانية الإسباني | 30     | 2       | –      | –       | –      | –       | –      | –       | 30      | 2       |
| برشلونة ب | 2002–03  | الدوري الدرجة الثانية الإسباني | 14     | 3       | –      | –       | –      | –       | –      | –       | 14      | 3       |
| برشلونة ب | المجموع  | المجموع                        | 54     | 5       | –      | –       | –      | –       | –      | –       | 54      | 5       |
| برشلونة   | 2002–03  | الدوري الإسباني                | 6      | 0       | 0      | 0       | 3      | 0       | –      | –       | 9       | 0       |
| برشلونة   | 2003–04  | الدوري الإسباني                | 11     | 1       | 3      | 1       | 3      | 0       | –      | –       | 17      | 2       |
| برشلونة   | 2004–05  | الدوري الإسباني                | 37     | 2       | 1      | 0       | 8      | 0       | –      | –       | 46      | 2       |
| برشلونة   | 2005–06  | الدوري الإسباني                | 33     | 0       | 4      | 0       | 11     | 1       | 1      | 0       | 49      | 1       |
| برشلونة   | 2006–07  | الدوري الإسباني                | 37     | 6       | 6      | 1       | 9      | 2       | 4      | 0       | 56      | 9       |
| برشلونة   | 2007–08  | الدوري الإسباني                | 31     | 3       | 7      | 0       | 11     | 1       | –      | –       | 49      | 4       |
| برشلونة   | 2008–09  | الدوري الإسباني                | 26     | 4       | 6      | 0       | 11     | 1       | –      | –       | 43      | 5       |
| برشلونة   | 2009–10  | الدوري الإسباني                | 29     | 1       | 3      | 0       | 9      | 0       | 1      | 0       | 42      | 1       |
| برشلونة   | 2010–11  | الدوري الإسباني                | 34     | 8       | 5      | 0       | 10     | 1       | 1      | 0       | 50      | 9       |
| برشلونة   | 2011–12  | الدوري الإسباني                | 27     | 2       | 6      | 2       | 9      | 3       | 4      | 1       | 46      | 8       |
| برشلونة   | 2012–13  | الدوري الإسباني                | 31     | 3       | 5      | 2       | 10     | 1       | 2      | 0       | 48      | 6       |
| برشلونة   | 2013–14  | الدوري الإسباني                | 35     | 3       | 6      | 0       | 9      | 0       | 2      | 0       | 52      | 3       |
| برشلونة   | 2014–15  | الدوري الإسباني                | 24     | 0       | 7      | 3       | 11     | 0       | –      | –       | 42      | 3       |
| برشلونة   | 2015–16  | الدوري الإسباني                | 28     | 1       | 4      | 0       | 8      | 0       | 4      | 0       | 44      | 1       |
| برشلونة   | 2016–17  | الدوري الإسباني                | 23     | 0       | 5      | 0       | 8      | 1       | 1      | 0       | 37      | 1       |
| برشلونة   | 2017–18  | الدوري الإسباني                | 25     | 1       | 4      | 0       | 8      | 0       | 1      | 0       | 38      | 1       |
| برشلونة   | المجموع  | المجموع                        | 437    | 35      | 72     | 9       | 138    | 11      | 21     | 1       | 668     | 56      |
| الإجمالي  | الإجمالي | الإجمالي                       | 491    | 40      | 72     | 9       | 138    | 11      | 21     | 1       | 722     | 61      |

ملاحظات
1. 1 2 3 4 5 6 7 8 9 10 11  مباراة في دوري أبطال أوروبا
2. ↑  مباراة في الدوري الأوروبي
3. 1 2 3 4 5 6  مباراة في كأس السوبر الإسباني
4. ↑  مباراة في كأس السوبر الأوروبي، وثماني مباريات وهدفين في دوري أبطال أوروبا
5. ↑  مباراتين في كأس السوبر الإسباني، ومباراتين في كأس العالم للأندية
6. ↑  جميع المباريات في دوري أبطال أوروبا
7. ↑  مباراة في كأس العالم للأندية
8. ↑  مباراة في كأس السوبر الأوروبي، وثماني مباريات وثلاث أهداف في دوري أبطال أوروبا
9. ↑  مباراتين في كأس السوبر الإسباني، ومباراتين في كأس العالم للأندية
10. ↑  مباراة في كأس السوبر الأوروبي، وسبعة مباريات في دوري أبطال أوروبا
11. ↑  مباراتين في كأس السوبر الإسباني، ومباراتين في كأس العالم للأندية

### الدولية
آخر تحديث منذ أخر مباراة لعبها في 23 مارس 2018.
| المنتخب | العام   | المباريات | الأهداف |
| ------- | ------- | --------- | ------- |
| إسبانيا | 2006    | 8         | 0       |
| إسبانيا | 2007    | 12        | 4       |
| إسبانيا | 2008    | 14        | 1       |
| إسبانيا | 2009    | 5         | 0       |
| إسبانيا | 2010    | 15        | 3       |
| إسبانيا | 2011    | 9         | 1       |
| إسبانيا | 2012    | 14        | 1       |
| إسبانيا | 2013    | 17        | 0       |
| إسبانيا | 2014    | 8         | 1       |
| إسبانيا | 2015    | 5         | 1       |
| إسبانيا | 2016    | 8         | 0       |
| إسبانيا | 2017    | 8         | 1       |
| إسبانيا | 2018    | 1         | 0       |
| المجموع | المجموع | 124       | 13      |

### الأهداف الدولية
الأهداف والنتائج مع منتخب إسبانيا الأول.
| #  | التاريخ        | المكان                                     | الخصم     | الهدف | النتيجة | المسابقة               |
| -- | -------------- | ------------------------------------------ | --------- | ----- | ------- | ---------------------- |
| 1  | 7 فبراير 2007  | أولد ترافورد، مانشيستر، إنجلترا            | إنجلترا   | 1–0   | 1–0     | ودية                   |
| 2  | 28 مارس 2007   | استاد إيبيروستار، ميورقة، إسبانيا          | آيسلندا   | 1–0   | 1–0     | تصفيات يورو 2008       |
| 3  | 8 سبتمبر 2007  | لاوغاردالسفولور، ريكيافيك، آيسلندا         | آيسلندا   | 1–1   | 1–1     | تصفيات يورو 2008       |
| 4  | 17 نوفمبر 2007 | سانتياغو برنابيو، مدريد، إسبانيا           | السويد    | 2–0   | 3–0     | تصفيات يورو 2008       |
| 5  | 25 أكتوبر 2008 | الملك بودوان، بروكسل، بلجيكا               | بلجيكا    | 1–1   | 2–1     | تصفيات كأس العالم 2010 |
| 6  | 25 يونيو 2010  | لوفتوس فيرسفيلد، بريتوريا، جنوب أفريقيا    | تشيلي     | 2–0   | 2–1     | كأس العالم 2010        |
| 7  | 11 يوليو 2010  | سوكر سيتي، جوهانسبرغ، جنوب أفريقيا         | هولندا    | 1–0   | 1–0     | نهائي كأس العالم 2010  |
| 8  | 12 أكتوبر 2010 | هامبدن بارك، غلاسكو، اسكتلندا              | إسكتلندا  | 2–0   | 3–2     | تصفيات يورو 2012       |
| 9  | 2 سبتمبر 2011  | ملعب أيه إف جي، سانت غالن، سويسرا          | تشيلي     | 1–2   | 3–2     | ودية                   |
| 10 | 29 فبراير 2012 | ملعب لا روزاليدا، سانت غالن، سويسرا        | فنزويلا   | 1–0   | 5–0     | ودية                   |
| 11 | 30 مايو 2014   | رامون بيزخوان، إشبيلية، إسبانيا            | بوليفيا   | 2–0   | 2–0     | ودية                   |
| 12 | 5 سبتمبر 2015  | استاد كارليس، أوفييدو، ستاد كارلوس تارتيري | سلوفاكيا  | 2–0   | 2–0     | تصفيات يورو 2016       |
| 13 | 11 نوفمبر 2017 | لا روزاليدا، مالقة، إسبانيا                | كوستاريكا | 5–0   | 5–0     | ودية                   |

## الإنجازات

### برشلونة
- الدوري الإسباني[133]:  9

2004–05، 2005–06، 2008–09، 2009–10، 2010–11، 2012–13، 2014–15، 2015–16، 2017–18
- كأس ملك إسبانيا: 6

2008–09، 2011–12، 2014–15، 2015–16، 2016–17، 2017–18
- كأس السوبر الإسباني: 7

2005، 2006، 2009، 2010، 2011،  2013، 2016
- دوري أبطال أوروبا: 4

2005–06، 2008–09، 2010–11، 2014–15
- كأس السوبر الأوروبي: 3

2009، 2011، 2015
- كأس العالم للأندية: 3

2009، 2011، 2015

### المنتخب الإسباني
- كأس العالم (1): 2010
- بطولة أمم أوروبا: 2008، 2012
- بطولة أوروبا تحت 17 سنة (1): 2001
- بطولة أوروبا تحت 19 سنة (1): 2002

### الإنجازات الفردية
- أفضل فريق في بطولة أمم أوروبا (2): 2008، 2012
- بطولة أمم أوروبا 2008 (1): رجل المباراة في نصف النهائي ضد روسيا
- بطولة أمم أوروبا 2012 (3): رجل المباراة ضد إيطاليا، كرواتيا والنهائي ضد إيطاليا
- أفضل وسط مهاجم في الدوري الإسباني (4): 2009، 2011، 2012، 2013
- جائزة ألفريدو دي ستيفانو: ثاني أفضل لاعب في الدوري الإسباني لموسم 2008–09 وثالث أفضل لاعب لموسم 2011–12.
- فيفبرو (9): 2009، 2010، 2011، 2012، 2013، 2014، 2015، 2016، 2017
- جائزة اليويفا لأفضل فريق (6): 2009، 2010، 2011، 2012، 2015، 2016
- جائزة بوشكاش: المركز الثاني 2009
- فريق النجوم في كأس العالم 2010
- رجل المباراة في كأس العالم 2010 (3): ضد تشيلي، باراغواي والنهائي ضد هولندا
- الكرة الذهبية: المركز الرابع 2009
- كرة الفيفا الذهبية: المركز الثاني 2010، المركز الرابع في 2011، المركز الثالث في 2012.
- ESM أفضل فريق في العام (1): 2011
- أفضل لاعب في دوري أبطال أوروبا (1): 2012
- أفضل لاعب في بطولة أمم أوروبا (1): 2012
- جائزة أفضل لاعب في أوروبا (1): 2012
- IFFHS أفضل صانع ألعاب في العالم : 2012
- كأس العالم للقارات الكرة الفضية (1): 2013
- جائزة أونزي الفضية (1): 2009
- جائزة أسطورة ماركا (1): 2011
- أفضل لاعب إسباني في الدوري الإسباني (1): 2009

### الأوسمة
- جائزة أمير أستورياس (1): 2010
- وسام الاستحقاق الرياضي الملكي (1): 2011 [134]

## وصلات خارجية
- أندريس إنييستا على موقع الاتحاد الدولي (مؤرشف)  (الإنجليزية)
- أندريس إنييستا على موقع الاتحاد الأوربي (الإنجليزية)
- أندريس إنييستا على موقع رابطة كرة القدم اليابانية للمحترفين (اليابانية)
- أندريس إنييستا على موقع قاعدة بيانات كرة القدم.إي يو (الإنجليزية)
- أندريس إنييستا على موقع ليكيب (الفرنسية)
- أندريس إنييستا على موقع ناشيونال فوتبول تيمز (الإنجليزية)
- أندريس إنييستا على موقع Soccerbase.com (لاعب) (الإنجليزية)
- أندريس إنييستا على موقع Soccerway.com (الإنجليزية)
- أندريس إنييستا على موقع عالم كرة القدم.نت (الإنجليزية)
- أندريس إنييستا على موقع AS.com (الإسبانية)